# 清明
| 歲   | 開始             | 結束             |
| ---- | ---------------- | ---------------- |
| 辛巳 | 2001-04-04 17:24 | 2001-04-20 00:35 |
| 壬午 | 2002-04-04 23:18 | 2002-04-20 06:20 |
| 癸未 | 2003-04-05 04:52 | 2003-04-20 12:02 |
| 甲申 | 2004-04-04 10:43 | 2004-04-19 17:50 |
| 乙酉 | 2005-04-04 16:34 | 2005-04-19 23:37 |
| 丙戌 | 2006-04-04 22:15 | 2006-04-20 05:26 |
| 丁亥 | 2007-04-05 04:04 | 2007-04-20 11:07 |
| 戊子 | 2008-04-04 09:45 | 2008-04-19 16:51 |
| 己丑 | 2009-04-04 15:33 | 2009-04-19 22:44 |
| 庚寅 | 2010-04-04 21:30 | 2010-04-20 04:29 |
| 辛卯 | 2011-04-05 03:11 | 2011-04-20 10:17 |
| 壬辰 | 2012-04-04 09:05 | 2012-04-19 16:12 |
| 癸巳 | 2013-04-04 15:02 | 2013-04-19 22:03 |
| 甲午 | 2014-04-04 20:46 | 2014-04-20 03:55 |
| 乙未 | 2015-04-05 02:39 | 2015-04-20 09:41 |
| 丙申 | 2016-04-04 08:27 | 2016-04-19 15:29 |
| 丁酉 | 2017-04-04 14:17 | 2017-04-19 21:27 |
| 戊戌 | 2018-04-04 20:12 | 2018-04-20 03:12 |
| 己亥 | 2019-04-05 01:51 | 2019-04-20 08:55 |
| 庚子 | 2020-04-04 07:38 | 2020-04-19 14:45 |
| 辛丑 | 2021-04-04 13:35 | 2021-04-19 20:33 |
| 壬寅 | 2022-04-04 19:20 | 2022-04-20 02:24 |
| 癸卯 | 2023-04-05 01:13 | 2023-04-20 08:13 |
| 甲辰 | 2024-04-04 07:02 | 2024-04-19 14:00 |

數據來源：噴氣推進實驗室線上曆書系統
清明，是農曆二十四节气之一，為中華傳統節日裏祭祖時節，每年陽曆4月4日或5日或6日太阳到达黃經15°时开始，斗指乙，《月令七十二候集解》：“三月节……物至此时，皆以洁齐而清明矣。”因此，清明節總是落在國曆4月4日、4月5日或4月6日其中一天。《岁时百问》中说：“万物生长此时，皆清洁而明净，故谓之清明。”《曆書》：「春分後十五日，斗指乙，為清明，時萬物皆潔齊而清明，蓋時當氣清景明，萬物皆顯，因此得名。」由於清明節是根據節氣而定的，故清明是少數與西曆大致吻合的中國傳統節日。清明最早只是一种节气的名称，其变成纪念祖先的节日与寒食节有关。民間傳奇稱，晋文公把寒食节的翌日定为清明节。在山西大部分地区是在清明节前一天过寒食节；榆社县等地是在清明节前两天过寒食节；垣曲县还讲究清明节前一天为寒食节，前二天为小寒食。有些地區在農曆三月初三的上巳有掃墓習俗，順便踏青，故稱上巳為小清明、古清明 。

## 物候
- 桐始华。
- 田鼠化為，牡丹華；音如，鵪鶉屬，鼠陰類。陽氣盛則鼠化為，陰氣盛則复化為鼠。
- 虹始见。虹，音洪，阴阳交会之气，纯阴纯阳则无，若云薄漏日，日穿雨影，则虹见。

到了清明，黄河中下游及以南地区平均温度在10度以上；中国大部分地区气候温暖、草木萌茂，改变了冬季寒冷枯黄的景象。

## 起源及演变
中國民間故事中，春秋时期，晋国公子重耳为逃避驪姬之亂而流亡国外，一日乏食，饑饉非常，随臣介之推（介子推）走到僻静处，从自己的大腿上割了一块肉，煮了一碗肉汤让重耳喝了，重耳恢复精神，才发现是介之推自割腿肉，感激萬分。十九年后，重耳回國做了国君，是為晋文公，重赏了当初伴他流亡的功臣，獨忘了介之推，介之推也不邀功，帶著母親悄悄隱居去了。很多人为介之推打抱不平，晋文公醒悟，亲自去请介之推，然而介之推已离家去了绵山。绵山山高路险，找人谈何容易，有人献计，从三面火烧绵山，逼出介之推。大火烧遍绵山，介之推依然不出，火滅了之后，人们才看見介之推背著老母，已在一棵老柳树下燒死了，母子皆亡。晋文公将一段烧焦的柳木，带回宫中做了一双木屐，每天望着它叹道：“悲哉足下。”故“足下”成为上級對下級，或者同辈之间相互尊敬的称呼，据说即源于此。後來晋文公为纪念介之推死於回祿之災，下令将介之推的忌日定为寒食节，不許民眾開火煮飯，只能喫冷食、涼拌食品。这就是“割股奉君”的故事和寒食節的由来。
但後人多所考證，寒食节禁火习俗的起源与介子推無關。介子推割股的史實也存在争议。
傳統寒食節、上巳節、清明節相距甚近，為了方便，往往連續假期，唐代時寒食與清明已並稱，清明本無太多文化內涵，而寒食、上巳則傳統豐厚，三相結合，便成了一個重要的節日。在古代，清明還不如寒食节（現在已與清明合併度過）重要。寒食節主要節俗為掃墓、踏青、禁火、不許生火煮食，只能吃已備好的熟食、冷食，故有此名。掃墓的起源，據傳始於古代帝王將相「墓祭」之禮，後來民間亦相倣傚，由於日期接近，宋代之後，寒食掃墓之俗漸移到清明。據說宋代朝廷規定，各地祭墳掃墓，以清明節為主。掃墓，是寒食節原有的習俗，而水邊散步、戴柳圈等，則是上巳節原有的習俗，清明節吸納了此二節慶的儀式，由一個單純的農業節氣提升為大節日。清明节与端午、春节、中秋在北洋政府時期并称为「春夏秋冬四節」。寒食的習俗若干以變形的方式傳承、保存於清明節中。南臺灣部分地方、韓國仍舉行寒食節。踏青、春遊、盪鞦韆等習俗只在清明時舉行。在山西大部分地区是在清明节前一天过寒食节；榆社县等地是在清明节前两天过寒食节；垣曲县还讲究清明节前一天为寒食节，前二天为小寒食。有些地方則把上巳節也當成清明節，稱作小清明。
由於中國廣大地區有在清明節附近進行掃墓、祭祖、郊遊的習俗，逐漸演變為華人以掃墓、祭拜等形式紀念祖先的一個中華傳統節日，在仲春與暮春之交，清初湯若望曆法改革之前，清明一般為冬至之後106或107天，寒食节的後一或兩天。掃墓活動在節前後可延續十天至半個月左右。清明节是中国的“时年八节”之一，一般是在國历4月5号前后，清明节原是指春分后十五天，但民間對於掃墓這事，节期很长，有「十日前、八日後」，及「十日前、十日後」，甚至是「前半個月、後半個月」等各种说法，故在這十八至三十日之間均属掃墓的日子。1935年中华民国國民政府明定4月5日为「民族扫墓节」。
祭祀是漢人表达对先祖怀念、感恩、孝顺的方式。但对逝者最好的祭祀，就是让生者活得幸福。或许正是因此，从古而今，清明节不单纯是一个扫墓祭祖、寒食赐火的日子，还有非常丰富内容，包括插柳戴柳、春游踏青、植树、採花、蹴鞠、放风筝、盪鞦韆、拔河、鬥雞、赠画蛋、吃春卷、青团、青草粿、红藕等等。《論語》中曾皙说：希望“莫春者，春服既成，冠者五六人，童子六七人，浴乎沂，风乎舞雩，咏而归。清明是一个男欢女爱的节日。根据《礼记·月令》记载：“仲春之月，令会男女，奔者不禁”，认为“仲春之月”是不同部落之间的男男女女谈情说爱的季节。黎族、苗族的“三月三”，也是暮春时节，清明节前后，是人们感激祖先、感谢生活、在野外谈情说爱的节日。《历书》：“春分后十五日，斗指乙，为清明，时万物皆洁齐而清明，盖时当气清景明，万物皆显，因此得名。”清明一到，气温升高，正是春耕的大好时节，故有“清明前后，种瓜点豆”之说。
2006年5月20日，中国文化部申报的清明节经国务院批准列入第一批国家级非物质文化遗产名录。
清明習俗也流行於白族、苗族、蒙古族、納西族等少數民族。在越南、韓國、琉球等地，清明節也是當地的節日。

## 漢族

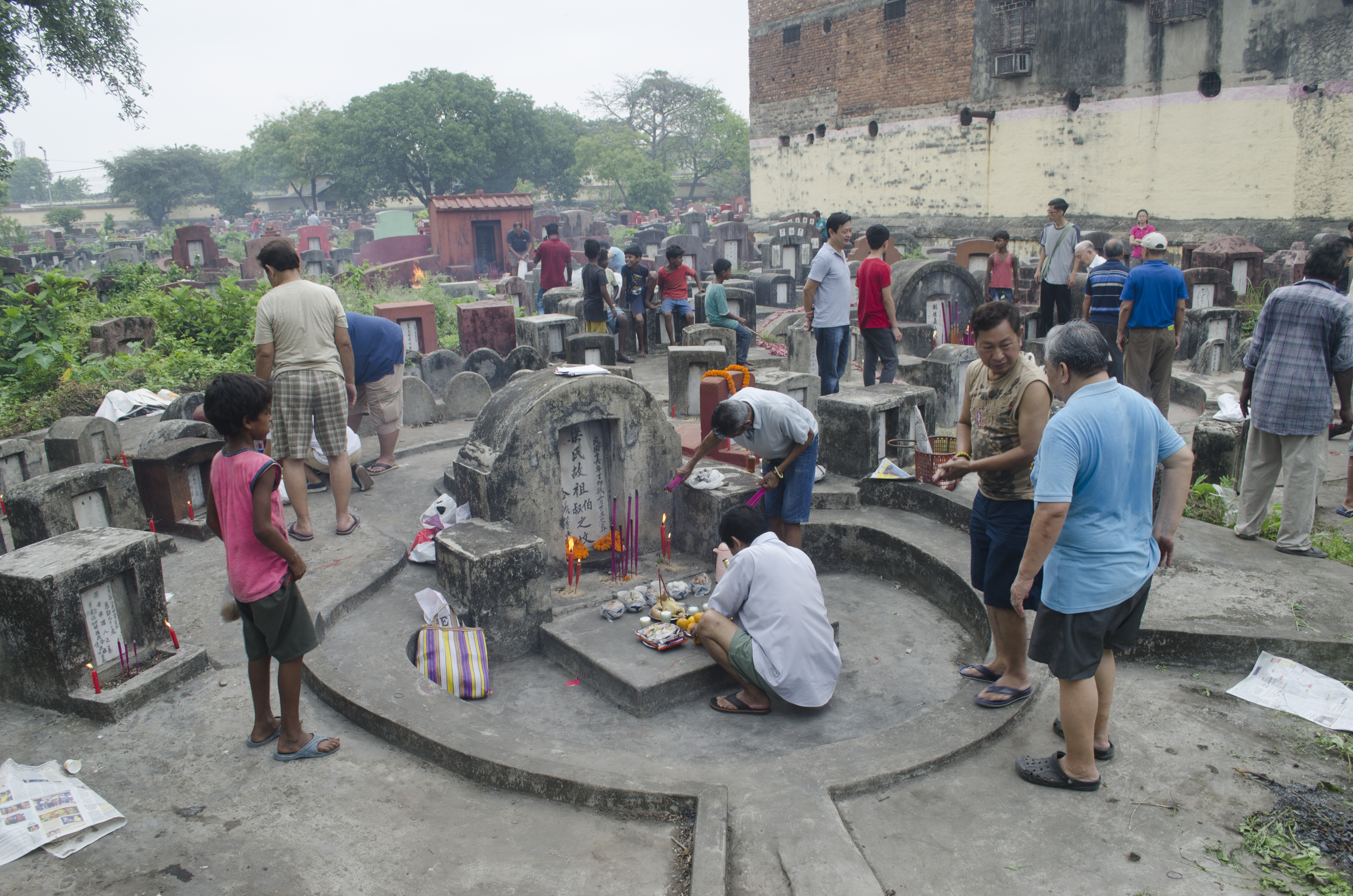
印度華人於加爾各答的墓園祭墳

清明節的習俗在中國南方和北方地區的規模、方式不盡相同。民間還有插戴柳枝、放風箏、取薪火、畫蛋、盪鞦韆等活動。汉代称寒食节为禁烟节，包括禁火冷食和祭扫坟墓等习俗。到唐代，人们常常将扫墓延至清明。人们在清明扫墓的同时，也伴之以踏青游乐的活动。宋代清明与寒食逐渐合而为一，清明将寒食节中的祭祀习俗收归名下，同时上巳节的节俗“上巳春嬉”也被合并到了清明節。

## 日本列島
當地把這天視為「清淨明潔」的日子，大地萬物於此時盎然生長，櫻花開始綻放，也是七十二候的初候「玄鳥至」，即燕子從南方歸來的日子。

## 琉球群島
當地稱為清明（シーミー）或御清明（ウシーミー）。琉球人會在清明節祭祖掃墓，由第二尚氏王朝的王室後人首先祭拜玉陵，稱為「公事清明祭」，然後其他琉球人才可以拜祭自己家族的墓地，拜祭完畢後家族會在祖先墓前一起分享祭祖的食物，如豚肉料理、糖果、水果、蜆等。

## 越南

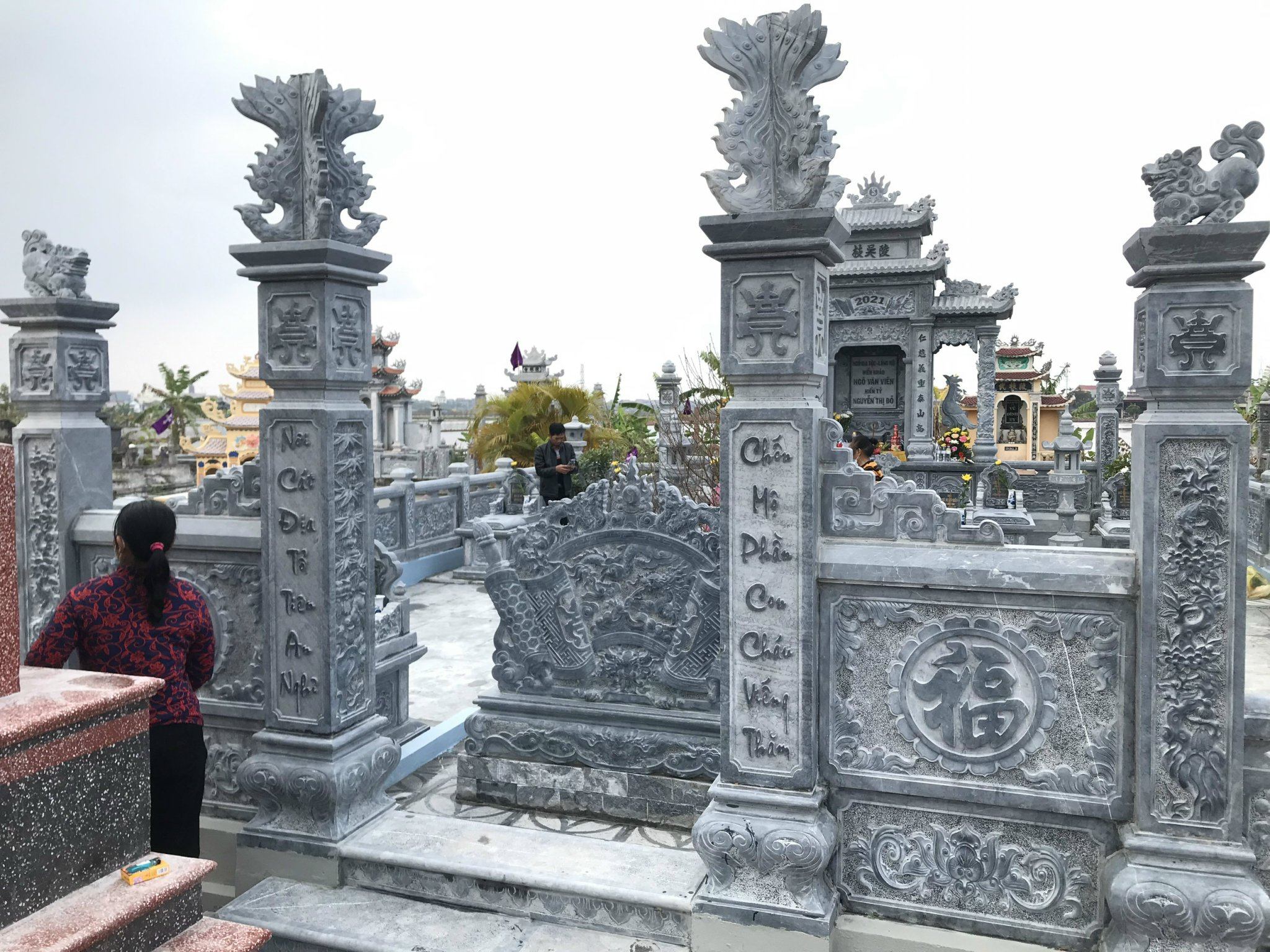
越南人祭墳

同屬漢字文化圈並深受中華文化影響的越南也有清明節，由於清明節的時間接近寒食節，越南許多地方就將清明節與寒食節合在一起，統一定在農曆三月初三。《安南風俗冊》曾記載：「三月初三日為寒食節，亦號清明節，作浮水餅，具酒饌告家先，北人記介子推火化日也，亦有因而省掃墳墓雲，民間亦多不用。」在古代越南，宮廷與富庶人家於清明掃墓，而一般民間於臘月祭祖；在現代越南很多地方因在臘月與春節已經祭祀過祖先，清明那天就不一定掃墓，而是外出踏青遊玩，而在在華裔較多的區域，部分越南人則會一年掃兩次墓──農曆春節前與清明節。
越南的清明（寒食）節又叫「湯圓節」、「湯糰節」，因那天人們要吃湯圓、湯糰而得名。關於越南清明（湯圓、湯糰節）有三個傳說：
（一）「介子推的傳說」：

在越南也流傳著中國寒食節的有關介子推的傳說，情節基本一致，有一個不同的細節是，晉文公把放火燒山日子定為寒食節(三月初三) ，初三至初五，全國禁煙火，只吃冷食。
（二）「貉龍君和甌姬的傳說」：

傳說在很早以前，嶺南有一個名叫祿續的國王，其號稱徑陽王，國號赤鬼國。徑陽王娶了洞庭君的女兒，生子崇纜。崇纜長大後被封為貉龍君，統治整個貉越地區。貉龍君娶北國公主甌姬，甌姬懷孕生了一個卵包，卵包裂出一百個卵，百卵孵出百男。後來貉龍君和甌姬二人分別到沿海和山地去居住，他們的長子留下來立國，號雄王，定國名為文郎國。文郎國是越南的第一個王朝，這是越南建國之開始。由此，貉龍君與甌姬就是越南人的祖先。為紀念甌姬生百卵，每到農曆三月三日的寒食節，越南人要做湯圓、湯糰祭貉龍君和甌姬，一百個湯圓象徵貉龍君與甌姬的百卵。
（三）「徵氏姐妹傳說與喝門廟會」：

二徵娘是徵側與徵貳姐妹倆的共稱，是越南兩位民族英雄。傳說癸卯年的三月初六，二徵娘出兵前，一位老大娘為給她們送去兩盤湯圓，以示自己的恭敬之情，二徵娘開心地把湯圓吃完。二徵娘後來投喝江（現河內市福壽縣喝門鄉）而死，人們就在喝門村建造二徵娘廟， 舉辦喝門廟會，於每年三月初六用湯圓祭祀二徵娘，其俗保留至今。
由以上三個傳說我們可以看到，中國清明節傳入越南後，對於清明（寒食）節的由來，越南民眾也附會了傳說進行解釋，除了繼續沿用中國關於介子推的傳說外，還有兩個富於越南本土特色的傳說，顯示了越南民眾對中國節日及其傳說的採借與創新。
和中國廣西、雲南接壤的越南北部，因受中華文化影響比較深遠，清明節氣氛至今依然較濃，而越南中部與南部卻日趨淡化。

## 公祭
清明期間，有不少公祭活動。
- 黃帝陵祭典（陝西黃陵）
- 黃帝故里中華始祖祭拜大典（河南新鄭）
- 祭祀炎帝陵大典（湖南炎陵）
- 太昊伏羲祭典（甘肅天水，河南淮陽）
- 女媧祭典（河北涉縣）
- 大禹祭典（浙江紹興）

清明节，山西洪洞县大槐树举行一年一度的大槐树寻根祭祖活动

## 假日安排
在臺灣，稱為民族掃墓節，農曆清明當天放假一天，若與周六、日重疊則另外補假，但若與周休假期僅相隔一工作日者，該工作日則調為假期，並擇前一星期六補班補課。
自2015年起，若遇周六於前一個上班日補假，遇周日於次一個上班日補假。
在中國大陸（於2008年開始）、香港特別行政區和澳門特別行政區，農曆清明當日為公眾假期，放假一天。
在越南、新加坡、馬來西亞、朝鮮半島，清明節並非公眾假期。

## 延伸阅读
[在维基数据编辑]
 《欽定古今圖書集成·曆象彙編·歲功典·清明部》，出自陈梦雷《古今圖書集成》

## 外部連結
- 清明（國曆4月4或5或6日）—農委會

- 立春
- 雨水
- 惊蛰
- 春分
- 清明
- 谷雨
- 立夏
- 小满
- 芒种
- 夏至
- 小暑
- 大暑
- 立秋
- 处暑
- 白露
- 秋分
- 寒露
- 霜降
- 立冬
- 小雪
- 大雪
- 冬至
- 小寒
- 大寒